# Harkaitz Cano
Harkaitz Cano Jauregi (Lasarte, Guipúzcoa, 4 de agosto de 1975) es un escritor español que escribe fundamentalmente en euskera. Licenciado en Derecho, ha desarrollado una labor como escritor en géneros como el relato, la novela, la poesía, las crónicas y la literatura infantil y juvenil. En 1992 ganó el premio Imajina Ezazu Euskadi ("imagínate Euskadi"), en 1993 el premio Donostia Hiria ("ciudad de San Sebastián") y en 1998 el Premio Ignacio Aldecoa. Ha obtenido el Premio Euskadi de Literatura en dos ocasiones: en 2005 por Belarraren ahoa y en 2012 por Twist.

## Obras

### Relatos
- Radiobiografiak (1995, Elkar).
- Telefono kaiolatua (1997, Alberdania).
- Bizkarrean tatuaturiko mapak (1998, Elkar).
- Neguko zirkua (2005, Susa) - Circo de invierno (Pamiela, 2013)
- Enseres de Ortopedia Inútil (2002)
- Beti oporretan (2015, Susa)- El turista perpetuo (Seix Barral, 2017)[3]

### Novela
- Beluna jazz (1996, Susa) - Jazz y Alaska en la misma frase (Seix Barral, 2004)
- Pasaia blues (1999, Susa)
- Belarraren ahoa (2004, Alberdania) - El filo de la hierba (Alberdania, 2006)
- Twist (2011, Susa) - Twist (Seix Barral, 2013)
- Fakirraren ahotsa (2018, Susa) - La voz del faquir (Seix Barral, 2019)

### Poesía
- Kea behelainopean bezala (1994, Susa)
- Norbait dabil sute-eskaileran (2001, EEF - Susa)
- Dardaren interpretazioa (2003, Olerti Etxea)

### Literatura infantil y juvenil
- Itsasoa etxe barruan (2001, Baigorri)
- Omar dendaria (2005, Elkar)
- Lesterren Logika (2005, Elkar)
- Orkestra lurtarra (2013, Elkar)

### Crónica
- Piano gainean gosaltzen (2000, Erein) - El puente desafinado (Erein, 2002), crónicas de su estancia en Nueva York

### Narrativa y poesía
- Paulov-en txakurrak (1994, Erein)

### Guionista
- Altsasu (2020)

### Antologías
Fue seleccionado entre los ocho poetas en lengua vasca recogidos en Las aguas tranquilas (editor: Aitor Francos, Renacimiento, 2018). El propio autor tradujo su obra al español.